# Johann Duvigneau
Johann Justus Duvigneau (* 30. Oktober 1885 in Magdeburg; † 1945) war ein deutscher Verwaltungsjurist und zuletzt Landrat des Kreises Pinneberg.

## Leben
Duvigneau wurde in Magdeburg als Sohn des Baurats und Generaldirektors der Magdeburger Bau- und Creditbank Johann August Duvigneau (1854–1940) und seiner Frau Emma Auguste, geb. Deneke geboren. Sein Großvater war der Magdeburger Kaufmann, Politiker und Ehrenbürger Otto Duvigneau.
Johann Duvigneau besuchte das Pädagogium des Klosters Unser Lieben Frauen in Magdeburg. Nach dem Abitur (1905) studierte er Rechtswissenschaften in Tübingen, Berlin und Göttingen. In Tübingen war er Mitglied des Corps Suevia. 1908 bestand er in Celle das Referendarexamen. Seinen Militärdienst leistete er 1908/98 als Einjährig-Freiwilliger im Feldartillerie-Regiment „Prinzregent Luitpold von Bayern“ (Magdeburgisches) Nr. 4 ab. 1909/10 war er Gerichtsreferendar in Delitzsch. 1911 wechselte er in die Verwaltungslaufbahn und wurde Regierungsreferendar in Merseburg und Bleckede. 1915 absolvierte er das Regierungsassessorexamen.
Im Ersten Weltkrieg diente Duvigneau zunächst als Bataillons- und Regimentsadjutant im Reserve-Infanterie-Regiment Nr. 27. Nach zwei schweren Verwundungen war er 1916 bis 1918 Adjutant beim kaiserlich deutschen Generalgouvernement Warschau in Lodz. 1917 wurde er zum Oberleutnant der Reserve befördert. Nach Kriegsende trat Duvigneau wieder in die Verwaltung zurück. Er war von Januar 1919 bis 1920 bei der Regierung in Magdeburg beschäftigt, dann bei Regierung und Oberpräsidium in Schneidemühl, ab 1921 als Regierungsrat. Von Dezember 1924 bis März 1925 war er stellvertretender Landrat in Torgau. Im Juni 1925 wurde er kommissarischer Landrat in Soltau, im November 1925 wurde er Landrat. Von 1932 bis 1945 war er Landrat des Kreises Pinneberg.